# Специальный знак президента России
Специальный знак президента России — один из символов президентской власти в Российской Федерации — России.
Специальный знак учреждён 16 декабря 2011 года. Знак учредил президент Российской Федерации Дмитрий Медведев указом от 16 декабря 2011 года № 1631.

## Положение о знаке
Знак носится Президентом Российской Федерации во время официальных церемоний и иных торжественных мероприятий. Для повседневного ношения установлена миниатюра знака.
Специальный знак и его миниатюрная копия являются именными и остаются у Президента Российской Федерации, прекратившего исполнение своих полномочий. Президент, находящийся в отставке, может носить только миниатюрную копию знака.

## Описание знака
Специальный знак представляет собой равноконечный крест с расширяющимися концами. расстояние между концами креста — 45 мм. По краям креста — выпуклый рант шириной 2 мм, украшенный бриллиантами. На лицевой стороне, в центре, — накладное изображение Государственного герба Российской Федерации. На оборотной стороне креста, посередине, — круглый медальон покрытый белой эмалью, на котором изображается надпись «Президент Российской Федерации», инициалы и фамилия действующего главы государства и дата его инаугурации.
Знак носится на шейной шёлковой, муаровой ленте тёмно-красного цвета шириной 24 мм.
Миниатюрная копия представляет собой крест с расстоянием между концами 17 мм.